# Jan Åke Hillerud
Gustaf Jan-Åke Ingemar Hillerud, född 8 november 1938 i Adolf Fredriks församling, Stockholms stad, är en svensk tonsättare, pianist, dirigent och musikpedagog. Han är utbildad vid Kungliga Musikhögskolan i Stockholm. Mellan åren 1964 och 1985 var han musiklärare i Adolf Fredriks Musikklasser, för vilka han skapade ett stort antal kompositioner och körarrangemang. Bland annat komponerade Hillerud två helaftonsoperor, som inbegrep hela skolan, med solister, körer och orkester: Banditen Murietas Bravader och död (1974) och Lycko-Pers resa (1980). 

## Biografi
I januari 1965 bildade han Musikklassernas Gosskör (sedermera Adolf Fredriks gosskör) (AFG) som han ledde fram till 1998. Gosskören blev under Hilleruds ledning kopplad till Operan, och framträdde regelbundet där i olika uppsättningar. Hillerud undervisning ledde till att ett antal personer blev professionella operasångare och musiker. En av de första medlemmarna i AFG, Bo Aurehl, blev kördirigent och pedagog. Likaså blev gosskörens pianist och vice dirigent John Erik Eleby senare operasångare. Eleby ledde flera olika körer. Både Aurehl och Eleby verkade i samma anda som Hillerud, och ledde därmed generationer av körsångare.
Under 1960-talet var Hillerud även verksam som konsertpianist och som ackompanjatör till sångare vid konserter och inspelningar. 1968–1976 var han ledare för Uppsala Domkyrkas Gosskör, med vilken han turnerade i hela Sverige, och även företog ett antal utlandsresor. Åren 1976–1991 var han kormästare vid Kungliga Operan. Operakören genomgick under hans ledning en exceptionell utveckling.
Sedan 1991 är Hillerud frilansande dirigent, tonsättare och arrangör. Han anlitas flitigt av landets symfoniorkestrar, främst för program där han själv är programvärd och entertainer. Genom en mängd familje- och barnkonserter har han fortsatt den pedagogiska gärning som han inledde 1964. Jan Åke Hilleruds specialitet är kombinationen av högt drivna kvalitetskrav och lättsam publikkontakt.
Kungliga Filharmoniska Orkestern, där Jan Åke Hillerud har dirigerat flera hundra konserter, har utnämnt honom till hedersfilharmoniker. Bland andra orkestrar där Jan Åke Hillerud varit flitig gäst märks Helsingborg, Gävle, Västerås och Dalasinfoniettan. Även vid Dalhalla har Hillerud dirigerat ett antal konserter. I november 2023 hyllades Hillerud i samband med sin 85-årsdag på Eric Ericsondagen. 
Namnet Hillerud inspirerat av släktgården Hillersta i Julita, Katrineholms kommun, Södermanlands län.

## Priser och utmärkelser
- 1986 – Norrbymedaljen
- 1990 – Musikföreningens i Stockholm stipendium
- 1996 – Medaljen för tonkonstens främjande
- 2004 – Årets barn- och ungdomskörledare
- 2015 – H.M. Konungens medalj av 8:e storleken i högblått band